# Courier Motor Company
Courier Motor Company war ein US-amerikanischer Hersteller von Automobilen.

## Unternehmensgeschichte
Elliott C. Lee war Präsident der American Automobile Association. Er gründete 1905 das Unternehmen und übernahm dazu die Phelps Motor Vehicle Company. Der Sitz war in Stoneham in Massachusetts. Er setzte die Produktion von Automobilen fort, die als Courier vermarktet wurden. Im Dezember 1905 endete die Produktion.
Die Shawmut Motor Company übernahm das Werk.

## Fahrzeuge
Das einzige Modell entsprach dem letzten Modell von Phelps. Es hatte einen Dreizylindermotor mit 24 PS Leistung. Das Fahrgestell hatte 269 cm Radstand. Der offene Tourenwagen bot Platz für fünf Personen.
Ein Modell mit einem Vierzylindermotor stand zwar im Katalog, wurde aber vermutlich nicht mehr hergestellt.